# Municipio de Timothy
El municipio de Timothy (en inglés: Timothy Township) es un municipio ubicado en el condado de Crow Wing en el estado estadounidense de Minnesota. En el año 2010 tenía una población de 162 habitantes y una densidad poblacional de 1,76 personas por km².

## Geografía
El municipio de Timothy se encuentra ubicado en las coordenadas 46°45′22″N 94°12′9″O / 46.75611, -94.20250. Según la Oficina del Censo de los Estados Unidos, el municipio tiene una superficie total de 92.31 km², de la cual 89,01 km² corresponden a tierra firme y (3,57 %) 3,3 km² es agua.

## Demografía
Según el censo de 2010, había 162 personas residiendo en el municipio de Timothy. La densidad de población era de 1,76 hab./km². De los 162 habitantes, el municipio de Timothy estaba compuesto por el 100 % blancos. Del total de la población el 0 % eran hispanos o latinos de cualquier raza.